# Rifargia condita
Rifargia condita är en fjärilsart som beskrevs av William Schaus 1906. Rifargia condita ingår i släktet Rifargia och familjen tandspinnare. Inga underarter finns listade.